# Stéphane Ratti
Stéphane Ratti (* 1959) ist ein französischer Althistoriker.
Er erwarb 1988 die Agrégation de lettres classiques, 1995 den Docteur ès-lettres und 1999 die Habilitation à diriger des recherches. Er lehrt als Professor für Geschichte der Spätantike an der Universität von Burgund. Seine Forschungsbereiche sind spätlateinische Geschichtsschreibung, Philologie und Textbearbeitung, Geschichte der Ideen der Spätantike und Heidentum und Christentum im 4. und 5. Jahrhundert.

## Schriften (Auswahl)
- Les empereurs romains d’Auguste á Dioclétien dans le Bréviaire d’Eutrope. Les livres 7 á 9 du Bréviaire d’Eutrope. Introduction, traduction et commentaire. Paris 1996, ISBN 2-251-60604-1.
- Vies des deux Valériens et des deux Galliens, Histoire Auguste. Paris 2000, ISBN 2-251-01419-5.
- Antiqvvs error. Les ultimes feux de la résistance païenne. Scripta varia augmentés de cinq études inédites. Turnhout 2010, ISBN 978-2-503-53261-5.
- Polémiques entre païens et chrétiens. Paris 2012, ISBN 2-251-38112-0.